# 富田英三

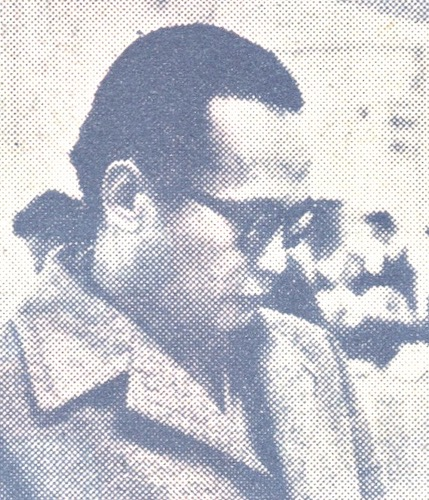
1956年

富田 英三（とみた えいぞう、1906年〈明治39年〉1月2日 - 1982年〈昭和57年〉3月29日）は、日本の漫画家、著作家（戯文家、ゲイ文化研究家）。
名は異体字で「冨田 英三」とも表記。

## 略歴
愛知県名古屋市出身。旧制大阪外国語学校中退。新聞記者、劇団所属の俳優などを経て、出版界に入る。
漫画家としてはスケッチ風の1枚ものを得意とした。漫画集団所属。戦後は『漫画読本』などで作品を発表。テレビ番組の構成・司会や、演劇美術も手掛けた。
戦前からのゲイ文化研究家で、戦後はアメリカ合衆国に滞在して研究を深めた。

## 著書
- 服装の生態（慶文社、1941年）
- 3ドルアメリカ旅行（現代社、1957年）
- ゲイ 同性愛のルポルタージュ（東京書房、1958年）
- 世界の夜はぼくのもの（第二書房、1961年）
- 新女族物語（第二書房、1964年）
- 漫画ルポ穴場ニッポン（編著 集団形星、1968年）
- ピエロ（図書印刷、1969年）
- 舶来スラング事典（ルック社、1972年）
- ジーパン貴族 東京のカウボーイ 日記・青春の慕情（スポーツニッポン新聞社出版局、1974年）
- 新東京百景（スポーツニッポン新聞社出版局、1975年）
- 画集にしたい作品集 富田英三遺作（富田トシ編、1983年）

### 共著
- 風流艶筆読本 色の道入門（清水正二郎、宮尾しげを共著 第二書房、1961年）